# Луганда
Луга́нда, или га́нда — язык семьи банту, распространённый главным образом в Уганде в регионе, называемом Буганда (от названия населяющего его народа ганда). Кроме представителей народа ганда, им владеют около 100 000 представителей других этносов (1991, перепись): у этого языка больше всего носителей в Уганде, а как второй язык по распространённости он уступает лишь английскому.

## История

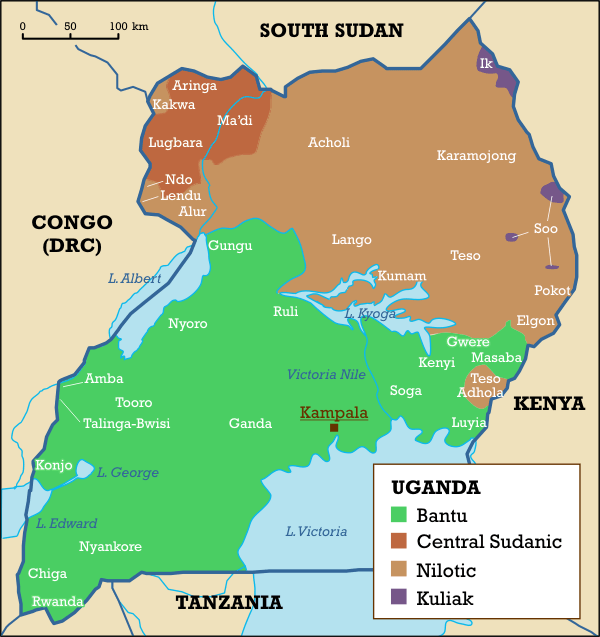
Языковая карта Уганды. Зелёным цветом обозначены языки банту

Проникновение на территории Уганды племён банту датируется примерно первой половиной I тысячелетия н. э. К XVI веку на территории Буганды уже существовало централизованное государство. Активные контакты с европейскими и арабскими торговцами и колонизаторами относятся лишь к середине XIX в., тогда же началось и изучение языка луганда, которым занимались в первую очередь миссионеры. С начала XX века на территории Уганды начинает распространяться суахили, лингва-франка Восточной Африки.
После обретения Угандой независимости официальным языком страны стал английский. Рассматривалась также возможность придания этого статуса одному из местных языков, при этом двумя основными кандидатами были луганда и суахили. Многие из тех, кто не принадлежал к народу ганда, были против луганда. В конце концов при Иди Амине выбор был сделан в пользу суахили, однако в 1995 году это решение было отменено. В 2005 году парламент Уганды восстановил суахили в качестве национального языка страны; луганда остаётся предметом преподавания в школах Буганды; на нём также ведётся преподавание в начальной школе. Орфография закреплена решением конференции народа ганда в 1947 году.

## Википедия на языке луганда
Существует раздел Википедии на языке луганда («Википедия на языке луганда»), первая правка в нём была сделана в 2005 году. По состоянию на 10:23 (UTC) 16 июля 2025 года раздел содержит 3441 статью (общее число страниц — 7542); в нём зарегистрировано 9847 участников, один из них имеет статус администратора; 26 участников совершили какие-либо действия за последние 30 дней; общее число правок за время существования раздела составляет 37 975.

## Лингвистическая характеристика
Язык луганда в целом является достаточно типичным представителем семьи банту; среди других его выделяют нетривиальные ограничения на структуру слога, наличие геминат (удвоенных согласных) и долгих гласных.

### Алфавит и орфография
Луганда используется латинский алфавит без дополнительных диакритических знаков, но с использованием диграфов. Удвоением гласных обозначается долгота, не обусловленная внешними причинами (так, перед сочетаниями «носовой + взрывной» гласные пишутся как краткие, хотя на деле они в этой позиции всегда долгие (см. #Фонология).
Геминированные согласные обозначаются удвоением буквы (в случае диграфов — удвоением первого элемента). В алфавите используются гласные буквы a, e ([e]), o ([o]), i, u, согласные b, c ([ʧ]), d, f, g, j ([ʤ]), k, l, m, n, p, r, s, t, v, w, y, ŋ (последняя иногда заменяется на ng' ). Существуют диграфы ny ([ɲ]) и ng [ŋg]. Буква k перед i и y обозначает [ʧ], g соответственно обозначает [ʤ].

### Фонология
В луганда пять гласных: [a], [e], [i], [o], [i], каждый из которых различает долгие и краткие варианты. Согласные луганда представлены на таблице.
|               | Билабиальные | Лабиодентальные | Альвеолярные | Постальвеолярные | Палатальные | Велярные |
| ------------- | ------------ | --------------- | ------------ | ---------------- | ----------- | -------- |
| Смычные       | p, b         |                 | t, d         |                  |             | k, g     |
| Носовые       | m            |                 | n            |                  | ɲ           | ŋ        |
| Дрожащий      |              |                 | r 1          |                  |             |          |
| Фрикативные   |              | f, v            | s, z         |                  |             |          |
| Аффрикаты     |              |                 |              | ʧ, ʤ             |             |          |
| Аппроксиманты | w            |                 |              |                  | j           |          |
| Латеральный   |              |                 | l 1          |                  | ʎ 2         |          |

1. [l] и [r] являются аллофонами, но это различие отражается в орфографии
2. ʎ является обычной реализацией /lj/

Допустимые структуры слога в луганда таковы:
- V
- CV
- ССV
- NCV
- CSV
- ССSV
- NCSV

Здесь C — согласный, CC — гемината (а не просто стечение), V — гласный (краткий или долгий), N — носовой согласный, S — глайд. Можно заметить, что возможен и другой анализ, при котором закрытые слоги в луганда возможны, при условии что в коде может находиться только первая часть геминаты или носовой; однако отметим, что слово в луганда в любом случае не может оканчиваться на закрытый слог.
Среди фонотактических ограничений нужно отметить следующие:
- Перед геминатой встречается только краткий гласный.
- Перед группой NC все гласные долгие.
- После группы CS гласные всегда долгие, если это не запрещено первым правилом. Это связано с тем, что два гласных подряд в луганда запрещены, а если такое стечение появляется, то либо первый гласный выпадает, либо он становится глайдом, а второй удлиняется (сохраняя тем самым неизменным число мор). Исключением здесь является кластер [ggw] (геминированное соответствие w), после которого допускаются как долгие, так и краткие гласные.

Как и многие другие языки банту, луганда — тоновый язык, различающий высокий и низкий тон.

## Интересные факты
Название «Луганда» (наряду с «Донбабве», аллюзия на Уганду и Зимбабве) применяется как обозначение с негативной коннотацией непризнанных государственных образований в Луганской и Донецкой областях Украины. Во время кризиса в Украине противники сепаратизма словом «Луганда» стали именовать Луганскую Hародную Pеспублику.